# 大和バスストップ

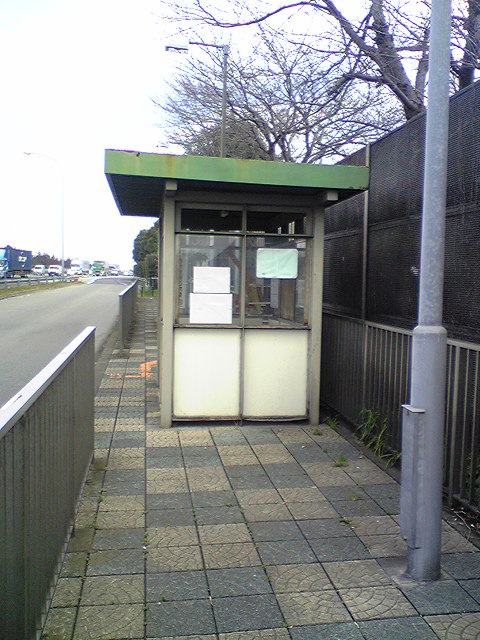
大和バスストップ

大和バスストップ（やまとバスストップ）は、神奈川県大和市の東名高速道路本線上に設置されたバス停留所 (BS) である。
東名ハイウェイバスの急行・特急（東名ライナー）便と東海道昼特急、小田急ハイウェイバスの全便が停車するほか、2018年9月1日から、空港連絡バス厚木羽田線も停車する。

## 概要
神奈川県では横浜市・川崎市に次ぐ人口密度の大和市の中央部にあるが、北側（東京方面のりば）には林・教会が、南側（名古屋方面のりば）には畑があり、周囲はのどかな風景となっている。大和市から東京駅に直行することができる便利な路線であるが、最寄りの小田急江ノ島線鶴間駅・大和駅までは直線距離で約1.3km離れており、バス停のすぐそばの道路は日中でも人通りが少なく、夜間は照明も少ないなどの難点がある。
すぐそばに小田急江ノ島線がある。当停留所付近は同線では最も駅間距離の長い鶴間駅-大和駅の中間地点にあり、かつては駅建設の陳情が行われていた。
バス停から名古屋方面に向かって370m進んだところには、渋滞の名所と言われている大和トンネルがある。

## 歴史
- 1969年6月10日開設

## 停車する路線
- 東名ハイウェイバス（東京 - 御殿場 - 静岡 - 浜松 - 名古屋）
- 小田急ハイウェイバス（新宿 - 御殿場 - 箱根）
- 空港連絡バス厚木羽田線（田村車庫[2]・本厚木駅 - 羽田空港）

## 隣接のバス停
カッコ内のバス停との利用はできない。
- JR東名ハイウェイバス（急行・特急<東名ライナー>）・小田急ハイウェイバス（特急）
  - 綾瀬BS - 大和BS - 江田BS
- 空港連絡バス厚木羽田線
  - （本厚木駅） - 大和BS - 羽田空港

## 乗り換え
- 大和市コミュニティバス｢やまとんGO｣相模大塚地域ルート - 東名大和バス停

当バス路線は、東名高速バス名古屋方面と東京方面の2箇所のバス停が設置されている。詳細は、脚注にある大和市ホームページを参照。
- 神奈川中央交通バス「間12」系統 - 西廻り大和駅西口行き、もしくは鶴間駅行きに乗車、上草柳バス停・東原バス停下車後、徒歩数分。
- 小田急江ノ島線 - 鶴間駅
- 小田急江ノ島線・相鉄本線 - 大和駅
鶴間駅および大和駅からは、ともに1.5kmほど離れており、徒歩で約20分程度である。
または、上述の神奈中バス「間12」で、「上草柳」・「東原」両バス停下車後、徒歩。

## 距離
- 東京駅から41.9 km
- 新宿駅から38.3 km